# Antigua och Barbuda i olympiska sommarspelen 2000
Antigua och Barbuda deltog i de olympiska sommarspelen 2000 med en trupp bestående av tre deltagare, två män och en kvinna, men ingen av landets deltagare erövrade någon medalj.

## Friidrott
Herrarnas 200 meter
- N'Kosie Barnes
  - Omgång 1 — 21.82 (→ gick inte vidare)

Damernas 100 meter
- Heather Samuel
  - Omgång 1 — 11.62 (→ gick inte vidare)

Damernas 200 meter
- Heather Samuel
  - Omgång 1 — 24.44 (→ gick inte vidare)

## Segling
Laser
- James Karl
  - Lopp 1 — 26
  - Lopp 2 — 34
  - Lopp 3 — 27
  - Lopp 4 — 34
  - Lopp 5 — (38)
  - Lopp 6 — 25
  - Lopp 7 — 29
  - Lopp 8 — 33
  - Lopp 9 — 35
  - Lopp 10 — (38)
  - Lopp 11 — 38
  - Final — 281 (→ 39:e plats)